# 織田信福

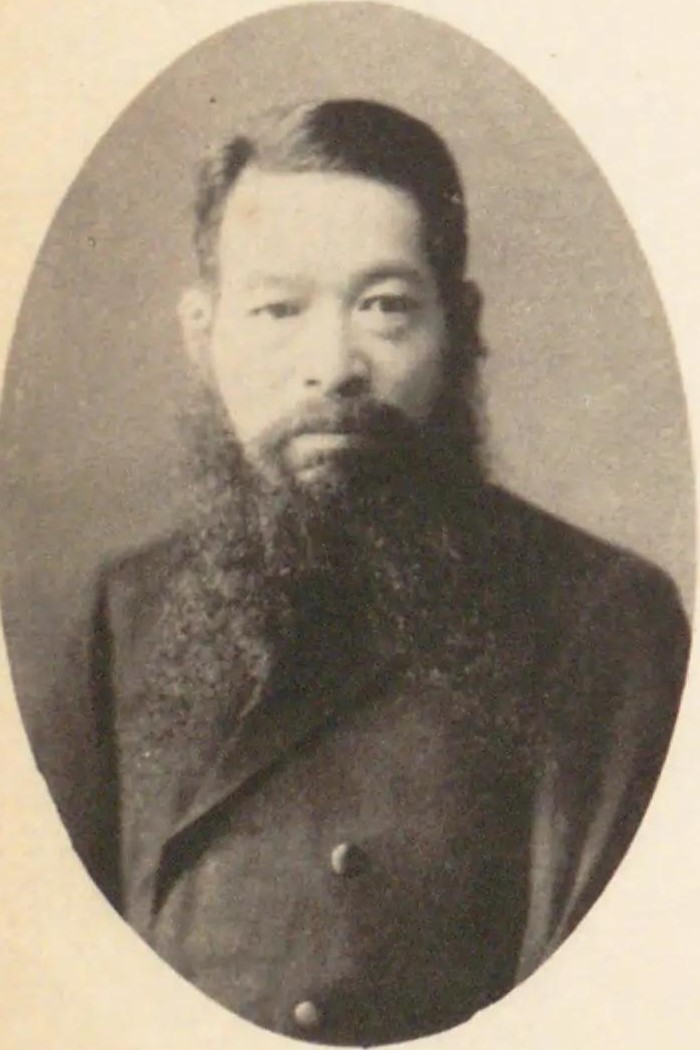
織田信福（『高知市誌』）

織田 信福（おだ のぶよし/しんぷく、1860年3月1日（安政7年2月9日） - 1926年（大正15年）1月13日）は日本の民権運動家。高知県最初の歯科医でもある。

## 来歴
万延元/安政7年（1860年）2月9日、土佐国幡多郡宿毛（現・高知県宿毛市）にて誕生した。父は土佐藩士族の織田大八、母は安。初名は羽田馬三郎。慶応4/明治元年（1868年）には宿毛の伊賀家の家臣として仕えていた。1873年（明治6年）12月28日には、羽田信福が幡多郡宿毛村第208番小学下等小学第七級を卒業していたことが判明している。
1880年（明治13年）に高知に転居し、医師・山崎立生の「鼎立義塾」門下生となったが、翌年12月に立生は死没した。行く当てがなくなった信福は1884年から1885年（明治17-18年）にかけて上京し、高山紀齋に師事した。また、1885年（明治18年）3月31日に信福は第2回歯科医術開業試験に合格し、25歳で歯科医籍として登録された。また1882年（明治15年）から事実上の婚姻関係にあった山崎立生の次女・竹と1885年11月25日に正式に籍を入れた。高知女子師範学校を卒業した竹は信福との結婚や植木枝盛と出会ったことで自由民権運動に目覚め、1888年（明治21年）5月11日に高知県婦人会を発足するなど、当時では画期的な女性だった。二人は夫婦で民権運動に参加していた。1887年（明治20年）、三大事件建白運動に際し、信福は若い医師たちと共に手作りした爆弾を持って上京し、政府に対して直接的な行動に出ようとした。しかし保安条例によって作戦は失敗に終わり、当局から退去命令を受けた信福たちは爆弾を帰り道や琵琶湖に捨てていった。
1886年（明治19年）3月18日、町田眼科にて歯科を開業し、土陽新聞に広告を掲載した。同年11月には移転した。1890年（明治23年）コレラ予防を目的として高知県私立衛生会が結成されるとこれに参加。1892年（明治25年）ごろキリスト教の信者となり高知教会の執事を務めた。
1899年（明治32年）1月13日に長女である富士が誕生した。富士以外に夫婦の間に子供は無く、養女の猪佐を含めた4人家族であった。1903年（明治36年）11月2日には高山紀齋が会長を務める大日本歯科医会及び信福が会長を務める大日本歯科医会高知部が同時に発足した。1908年（明治41年）6月10日、竹が42歳で死去した。二人の間には跡取りとなる息子がいなかったため、娘を歯科医と結婚させて、その夫となった人物を婿養子とした。1915年（大正4年）12月8日、高知県歯科医師会が設立され、信福はその会長に就任した。
1911年（明治44年）から1919年（大正8年）まで高知市会議員、また1918年（大正7年）には市会議長を務めた。明治40年10月から1923年（大正12年）9月まで高知県会議員。
1925年（大正14年）12月に高知市升形に織田歯科医院ビルが落成した。翌年1月13日、信福は66歳でこの世を去った。2016年11月18日、信福の生前使われていた、高知市升形に残る織田歯科医院の主屋を含めた177件の建造物が有形文化財として登録されるよう答申され、近代洋風建築物では高知県初の文化財として登録されることとなった。

## 評価

### インターネット上での再評価
信福のひ孫で織田歯科医院院長は、歯科医院のホームページに信福の写真や経歴などを掲載した。これが女性を中心に主に信福の容姿が話題となり、メディアで取り上げられるようになった。2016年夏、高知市立自由民権記念館「友の会」は、信福の人気にあやかり、同じ高知県出身の自由民権家である板垣退助と共に、写真を使ったクリアファイルを一部300円、2点セットで500円で販売した。信福のクリアファイルは板垣の倍にあたる約200部売れた。またこれが切っ掛けで、歴史や自由民権運動に注目が集まることが期待された。